# Fränninge församling
Fränninge församling var en församling i Lunds stift och i Sjöbo kommun. Församlingen uppgick 2002 i Fränninge-Vollsjö församling.

## Administrativ historik
Församlingen har medeltida ursprung. 
Församlingen var till 2002 moderförsamling i pastoratet Fränninge och Vollsjö som från 1962 även omfattade Brandstads församling och från 1974 Öveds och Östra Kärrstorps församlingar. Församlingen uppgick 2002 i Fränninge-Vollsjö församling.

## Kyrkor
- Fränninge kyrka